# Estación de Hendschiken
La estación de Hendschiken es una estación ferroviaria de la comuna suiza de Hendschiken, en el Cantón de Argovia.

## Historia y situación
La estación de Hendschiken fue inaugurada en el año 1874 con la puesta en servicio del tramo Rupperswil - Wohlen del Aargauische Südbahn Ruppeswil - Immensee por parte del NOB en colaboración con el Schweizerische Centralbahn (SCB). En 1882 se puso en servicio el tramo Brugg - Hendschiken. En 1902 ambas compañías pasarían a ser absorbidas por SBB-CFF-FFS.
Se encuentra ubicada a casi un kilómetro al noroeste del núcleo urbano de Hendschiken. Cuenta con dos andenes, uno central y otro lateral a los que acceden tres vías pasantes. Al noroeste de la estación se encuentra la bifurcación de las líneas hacia Brugg y Rupperswil.
En términos ferroviarios, la estación se sitúa en la línea Rupperswil - Immensee, también conocida como el Aargauische Südbahn y en su antena Brugg - Hendschiken. Sus dependencias ferroviarias colaterales son la estación de Lenzburg hacia Rupperswil, la estación de Dottikon-Dintikon en dirección a Immensee y la estación de Othmarsingen hacia Brugg.

## Servicios ferroviarios
Los servicios ferroviarios de esta estación están prestados por SBB-CFF-FFS:

### S-Bahn Argovia
En la estación efectúan parada trenes de una línea de la red S-Bahn Argovia:
- S 26 Aarau/Lenzburg – Wohlen – Muri – Rotkreuz